# Ali Landry
Ali Germaine Landry (Breaux Bridge, 21 luglio 1973) è un'attrice e modella statunitense incoronata Miss USA 1996.

## Biografia
Inizia la sua carriera nel mondo dello spettacolo come modella, vincendo nel 1990 il titolo di Miss Louisiana Teen USA e arrivando in semifinale nel torneo nazionale. Nel 1996 vince Miss Louisiana e si qualifica per Miss America, dove conquista la corona di reginetta. Partecipa anche a Miss Universo 1996 a Las Vegas dove entra nella finale a sei. Negli anni successivi fa la valletta nel programma di Miss America.
Ali Landry ha sfilato per moltissimi stilisti e posato per i migliori fotografi e numerose riviste, soprattutto specializzandosi in costumi da bagno e lingerie. Nel 1997 ha iniziato la sua carriera televisiva comparendo nel telefilm Sunset Beach. È apparsa poi come testimonial delle patatine Doritos in uno spot molto celebre negli USA fra il 1998 e il 1999. Sempre nel 1998 la rivista People l'ha inclusa fra le 50 donne più belle del mondo ed è apparsa nel telefilm America's Greatest Pets. Nel 2000 ha girato Beautiful - Una vita da miss, il suo primo film, seguito da Soulkeeper (2001), Repli-Kate (2002), Outta Time (2002), American Party - Due gambe da sballo (2003) e Bella (2006). Nel 2012 è tornata con il film Me Again e nel 2013 usciranno altri due film Little Boy e Runaway Hearts.
In TV ha poi partecipato alle serie Felicity nel 2000, Spy TV nel 2002 e dal 2003 ha un ruolo ricorrente nella sit-com della UPN Eve. Ha anche un'attiva carriera di opinionista e di conduttrice in particolare rilievo CMT Sexiest Man dov'era tra le conduttrice e lo è stata anche per lo show dove dodici concorrenti sfruttavano la loro bellezza per entrare nel mondo della moda tale incarico avuto dal 2004 al 2008 ed è ritornata come madrina all'evento decennale del programma nel 2011. Ha ricoperto un ruolo nei film-tv Will You Marry Me e American Party - Due gambe da sballo, entrambi del 2003. Ha presentato dal 2007 al 2009 il programma The Smoking Gun e dal 2008 al 2010 il programma sulla chirurgia estetica Celebrity. Nel 2013 ha condotto il programma documentario Nature Wild per un totale di 4 puntate.

## Vita privata
Nel 2004 ha sposato il fidanzato di lunga data Mario López, ma due settimane dopo il matrimonio ha chiesto il divorzio a causa dei tradimenti di Lopez.
Ha sposato Alejandro Monteverde, con il quale ha avuto tre figli: una bambina e due maschietti.

## Filmografia

### Cinema
- Beautiful - Una vita da miss (Beautiful), regia di Sally Field (2000)
- Repli-Kate, regia di Frank Longo (2002)
- Bella, regia di Alejandro Monteverde (2006)
- Little Boy, regia di Alejandro Gómez Monteverde (2015)
- Sound of Freedom - Il canto della libertà (Sound of Freedom), regia di Alejandro Monteverde (2023)

### Televisione
- Pensacola - Squadra speciale Top Gun (Pensacola: Wings of Gold) – serie TV, 9 episodi (1998-2000)
- Beautiful (The Bold and the Beautiful) – serial TV, 3 episodi (1998)
- Felicity – serie TV, 4 episodi (2000)
- Eve - serie TV, 66 episodi (2003-2006)
- Criminal Minds - serie TV, episodio 4x08 (2008)

## Doppiatrici italiane
- Chiara Colizzi in Felicity
- Francesca Fiorentini in Repli-Kate